# Чемпионат Европы по лёгкой атлетике 2018 — спортивная ходьба на 20 километров (женщины)
Соревнования по ходьбе на 20 километров у женщин на чемпионате Европы по лёгкой атлетике 2018 года прошли 11 августа в Берлине. Старт и финиш располагались на площади Брайтшайдплац. Основная часть трассы длиной 1 километр пролегала по улице Будапестер-штрассе.
Действующей чемпионкой Европы в ходьбе на 20 км являлась Эльмира Алембекова из России. Она не защищала свой титул, так как в октябре 2016 года была дисквалифицирована на четыре года за использование допинга (ЭПО).
Россиянка Елена Лашманова в начале июня 2018 года на чемпионате России превысила время официального мирового рекорда почти на минуту (1:23.39 против 1:24.38). Однако это достижение не имело шансов на ратификацию из-за отстранения российских легкоатлетов от международных стартов из-за допингового скандала. По этой же причине спортсменка не смогла принять участие в чемпионате Европы.

## Медалисты
| Золото              | Серебро                | Бронза                      |
| Мария Перес Испания | Анежка Драготова Чехия | Антонелла Пальмизано Италия |

## Рекорды
До начала соревнований действующими были следующие рекорды.
| Мировой рекорд                   | Лю Хун Китай             | 1:24.38 | Ла-Корунья, Испания    | 6 июня 2015     |
| Рекорд Европы                    | Елена Лашманова Россия   | 1:25.02 | Лондон, Великобритания | 11 августа 2012 |
| Рекорд чемпионатов Европы        | Олимпиада Иванова Россия | 1:26.42 | Мюнхен, Германия       | 7 августа 2002  |
| Лучший результат сезона в мире   | Елена Лашманова Россия   | 1:23.39 | Чебоксары, Россия      | 9 июня 2018     |
| Лучший результат сезона в Европе | Елена Лашманова Россия   | 1:23.39 | Чебоксары, Россия      | 9 июня 2018     |

## Расписание
| Дата            | Время | Раунд соревнований |
| --------------- | ----- | ------------------ |
| 11 августа 2018 | 10:55 | Финал              |

Время местное (UTC+2:00)

## Результаты
Обозначения: WR — Мировой рекорд | ER — Рекорд Европы | CR — Рекорд чемпионатов Европы | NR — Национальный рекорд | WL — Лучший результат сезона в мире | EL — Лучший результат сезона в Европе | PB — Личный рекорд | SB — Лучший результат в сезоне | DNS — Не стартовала | DNF — Не финишировала | DQ — Дисквалифицирована

Старт заходу был дан 11 августа в 10:55 по местному времени. На дистанцию отправились 30 спортсменок из 17 стран. Женщины стартовали одновременно с мужчинами, хотя изначально они должны были соревноваться раньше. Причиной переноса стали подозрения на утечку газа рядом с трассой.
Соревнования прошли при комфортной погоде: +21 градус и небольшой дождь. Первую попытку отрыва предприняла на 7-м километре Живиле Вайцюкевичюте из Литвы. Ей удалось оторваться от многочисленной группы преследования на пару десятков метров, но к середине дистанции это преимущество сошло на нет. Первой отставание ликвидировала Анежка Драготова из Чехии, вышедшая вперёд после 11-го километра и сразу предложившая высокий темп соперницам. Его смогли поддержать только испанка Мария Перес и Антонелла Пальмизано из Италии; в итоге эти три девушки и разыграли призовые места. Решающая смена лидера произошла на отметке 16 км: Перес начала ускорение и довольно быстро создала себе комфортное преимущество над Драготовой, которое на финише составило 27 секунд. Испанка установила национальный рекорд и рекорд чемпионатов Европы — 1:26.36. 23-летняя Анежка Драготова во второй раз стала призёром континентального первенства, в 2014 году в её активе была бронза. Третье место заняла Антонелла Пальмизано, которая выбыла из борьбы за победу значительно раньше двух других призёров.
Впервые в истории турнира золото в мужской и женской ходьбе на 20 км досталось представителям одной страны: шестью минутами ранее первым также финишировал соотечественник Перес Альваро Мартин.
| Место | Спортсмен                 | Гражданство       | Результат | Примечания |
| ----- | ------------------------- | ----------------- | --------- | ---------- |
| 1     | Мария Перес               | Испания           | 1:26.36   | NR, CR     |
| 2     | Анежка Драготова          | Чехия             | 1:27.03   | SB         |
| 3     | Антонелла Пальмизано      | Италия            | 1:27.30   | SB         |
| 4     | Бригита Вирбалите-Димшене | Литва             | 1:27.59   | NR         |
| 5     | Живиле Вайцюкевичюте      | Литва             | 1:28.07   | NU23R      |
| 6     | Лаура Гарсия-Каро         | Испания           | 1:28.15   | PB         |
| 7     | Инна Кашина               | Украина           | 1:29.16   |            |
| 8     | Ана Кабесинья             | Португалия        | 1:29.49   |            |
| 9     | Валентина Траплетти       | Италия            | 1:29.57   | PB         |
| 10    | Надежда Боровская         | Украина           | 1:30.38   |            |
| 11    | Мерьем Бекмез             | Турция            | 1:31.00   | NR         |
| 12    | Ракель Гонсалес           | Испания           | 1:31.48   |            |
| 13    | Антигони Дрисбиоти        | Греция            | 1:32.16   | SB         |
| 14    | Эмилия Лемайер            | Германия          | 1:32.36   | PB         |
| 15    | Эмили Менюэ               | Франция           | 1:32.49   | SB         |
| 16    | Саския Файге              | Германия          | 1:32.57   | PB         |
| 17    | Виктория Рощупкина        | Беларусь          | 1:33.12   |            |
| 18    | Мария Филюк               | Украина           | 1:33.34   | PB         |
| 19    | Ана Вероника Родян        | Румыния           | 1:33.39   | PB         |
| 20    | Тереза Цурек              | Германия          | 1:35.58   |            |
| 21    | Катажина Здзебло          | Польша            | 1:36.01   |            |
| 22    | Бетан Дэвис               | Великобритания    | 1:36.50   |            |
| 23    | Элиза Неувонен            | Финляндия         | 1:37.12   |            |
| 24    | Барбара Ковач             | Венгрия           | 1:39.35   |            |
| 25    | Рита Речей                | Венгрия           | 1:42.55   |            |
| 26    | Андрея Арсине             | Румыния           | 1:43.21   |            |
| 27 !  | Эдна Барруш               | Португалия        | DNF       |            |
| 28 !  | Элеонора Джорджи          | Италия            | DQ        |            |
| 28 !  | Яна Смердова              | Нейтральный атлет | DQ        |            |
| 28 !  | Хизер Льюис               | Великобритания    | DQ        |            |